# 京義線・東海線鉄道および道路の連結事業
京義線・東海線鉄道および道路の連結事業（キョンウィせん・トンヘせんてつどうおよびどうろのれんけつじぎょう）では、韓国と北朝鮮の間で分断している京義線と東海線（実際に軍事境界線をまたいで分断されたのは東海北部線）の2鉄道路線と道路を再び連結するため、両者の協議で同意した構想とその経緯を記す。

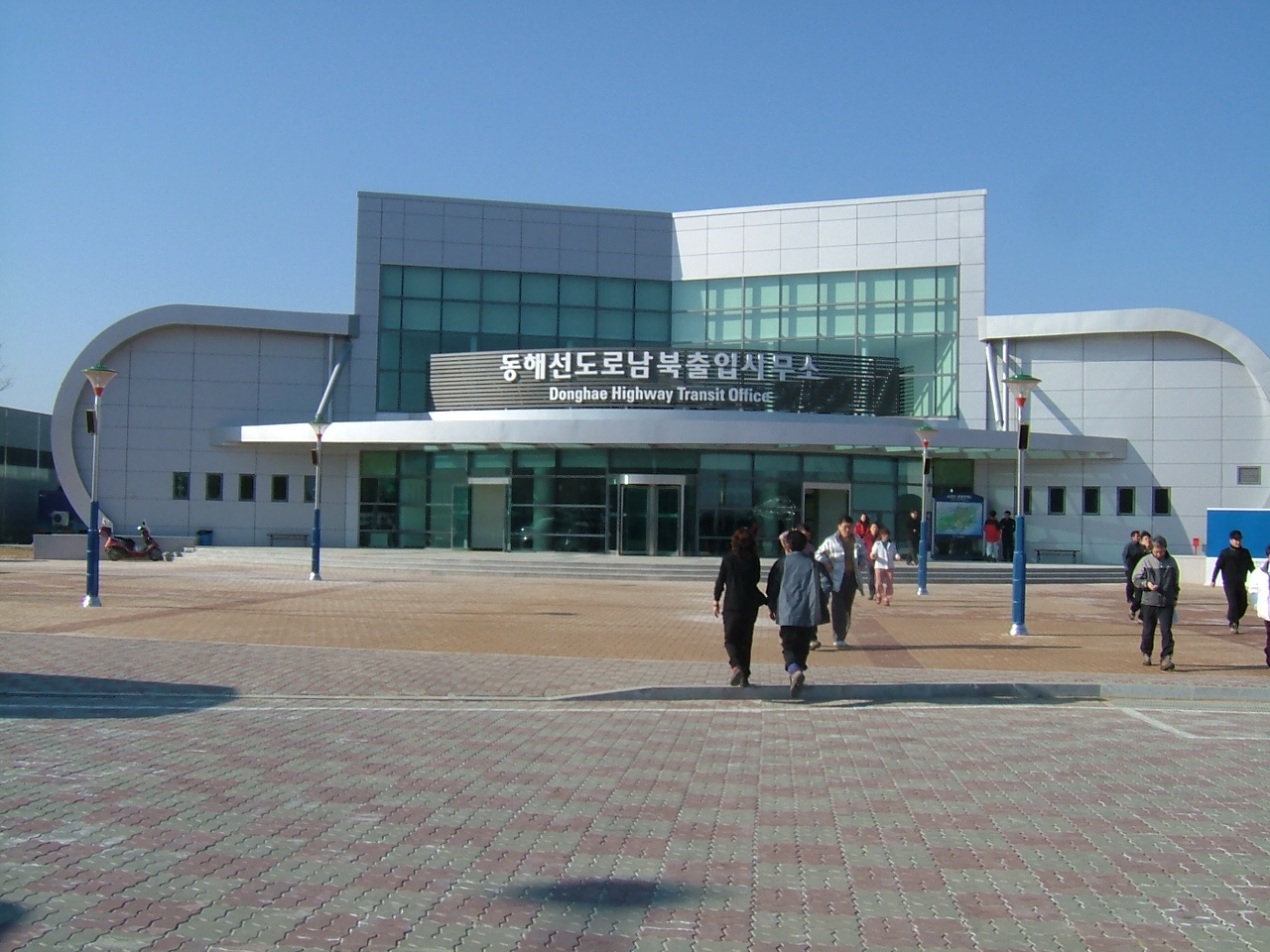
金剛山観光や南北離散家族再開事業などで北朝鮮側に向かう人々が利用する韓国側事務所。「東海線道路南北出入事務所」と表示されている。2006年2月20日、韓国高城郡にて撮影

## 構想の経緯
1972年の南北共同声明以降開始された韓国と北朝鮮との南北対話では、当初から分断された鉄道と道路の再連結が課題となっていた。しかし韓国と北朝鮮との対立は続き、南北対話がなかなか思うように進まない中、軍事境界線で二分された鉄道と道路の再連結は半ば夢物語であった。
それでも1980年代になると1985年に離散家族が板門店を経由して相互訪問を行うなど、軍事境界線を越える人の行き来が認められるケースも出てきた。1998年に南北融和政策、太陽政策を掲げる金大中が韓国大統領に就任すると南北関係は一気に進展を見せた。同年11月には金剛山観光が開始された。これは韓国側から北朝鮮の景勝地、金剛山へ直接観光へ向かうという観光事業で、韓国と北朝鮮が日常的に直接人の行き来をするという点で画期的なものであった。しかしながら軍事境界線の壁は厚く、金剛山観光も当初は海路で金剛山へ向かった。陸路を使って韓国と北朝鮮の行き来を実現するのは困難であった。
鉄道と道路の連結が具体的になったのは、まず南北融和が進む中で、韓国から北朝鮮を経由してロシアや中国へ向かう物流のルートとして鉄道と道路の利用が注目された点が挙げられる。また金剛山観光や開城工業団地構想が進展していく中で、金剛山や開城への行き来に鉄道や道路の連結が望まれたという面もある。
2000年6月14日に行われた南北首脳会談と、首脳会談を踏まえて2000年7月に行われた第1回南北閣僚級会談で、北朝鮮と韓国は分断路線の再連結に合意した。

## 構想の進展
南北首脳会談と第1回南北閣僚級会談の結果、分断されてきた鉄道と道路の再連結を行うことが決められた。そして分断されてきた鉄道と道路の中で京義線と東海線が連結対象として選ばれることになった。軍事境界線によって分断された鉄道は、京義線と東海線（東海北部線）以外にも京元線と金剛山電気鉄道があったが、金剛山観光と開城工業団地の運営上の必要性と北朝鮮経由の物流面での有利さが考慮されて京義線と東海線の連結が進められることになった。
しかし京元線もソウル特別市から元山市を経由してロシア方面に向かう最短ルートであるため連結を望む意見もあり、金剛山電気鉄道も金剛山観光の関係で連結を模索する動きもある。
2000年9月19日、韓国は京義線の鉄道連結工事の着工式を行った。北朝鮮側も当初は韓国側同様工事を開始したようだが、2001年2月ごろに一方的に工事を中断してしまった。その後、韓国側はしきりに北朝鮮側に対して鉄道と道路の連結を実現するように働きかけた。しかし北朝鮮側の動きは鈍く、ようやく翌2002年8月12日から開催された第7回南北閣僚級会談の結果、鉄道と道路の連結を推進するという合意がなされ、同じく2002年8月27日から開催された第2回南北経済協力推進委員会の席で、京義線と東海線の鉄道と道路の連結工事の起工式を2002年9月18日に行うことが決定された。
2002年9月18日、予定通り京義線と東海線の鉄道と道路の連結工事の起工式が韓国側と北朝鮮側で同時に行われた。この起工式には北朝鮮の洪成南首相や韓国の金碩洙首相代理などが参加した。

## 工事の進行
2002年8月の第7回南北閣僚級会談の決定で、金剛山観光と離散家族の再開事業で利用が見込まれる東海線道路の臨時道路を先駆けて開通させることとなり、着工後、まず東海線臨時道路の開通を目指すことになった。当初は2002年11月ないし12月には利用開始の予定であったが、実際に東海線臨時道路の使用が開始されたのは2003年2月5日のことであった。工事は比較的順調に進んだが、軍事境界線の通過方法をめぐってなかなか意見がまとまらず開通が遅れてしまった。軍事境界線の通行方法をめぐっては韓国と北朝鮮ばかりではなく、国連軍として駐留しているアメリカ軍からもクレームが出されており、軍事境界線を越えて人の行き来がなされることは想定されていなかったことを考えると、ある程度の混乱はやむを得ないところであった。
しかしいったん開通したはずの東海線の臨時道路も、その後まもなく北朝鮮側が利用を中断させてしまい、本格的に利用されるようになったのは2003年9月になってからである。
京義線の臨時道路についても東海線のすぐ後に完成し、その結果2003年6月には開城工業団地の着工式が行われ、その後、工業団地の工事や運営に利用されることになった。その後京義線と東海線ともに正式な舗装道路が完成しており、現在、開城工業団地や金剛山へ行く場合に利用されている。
鉄道工事であるが、もともと韓国側の工事は2000年以降順調に進んでいた。京義線に関していえば2001年9月には臨津江まで、そして2002年2月には都羅山まで開通していた。しかし北朝鮮側の工事は遅々として進まず、結局韓国は北朝鮮に対して資材や装備の提供を行い、更には駅舎の建設なども支援することとなって、鉄道連結に関して韓国側が投入した資金は日本円にして800億円あまりに膨れ上がった。
2003年6月14日には京義線と東海線同時に鉄道の連結式が行われ、2004年4月には「南北間の列車運行に関する基本合意書」も締結された。そして2004年10月と2005年10月の二度にわたって南北間で試運転の実施日程も組まれたが、最終的に北朝鮮軍部が開通を保障しなかったことで日程が流れてしまった。

## 鉄道試運転の具体化と挫折
京義線と東海線の鉄道試運転は2006年5月25日に実施される予定であったが、北朝鮮が前日の5月24日午前に通告し中止になった。まず韓国と北朝鮮は2006年5月12日、開城で第12次南北鉄道・道路連結実務者協議を開催し、その席で5月25日に試運転を行うことで合意がなされ、具体的な試運転の予定についても打ち合わせが進み、韓国のみならず北朝鮮側も出発車両の点検など、5月23日の昼までは準備を進めていた。
しかし23日の午後、北朝鮮軍当局が事実上の試運転不可能を通告したのに続いて、翌24日午前には北朝鮮側から正式な中止通告がなされ、中止が決定した。

## 試運転の計画（2006年）

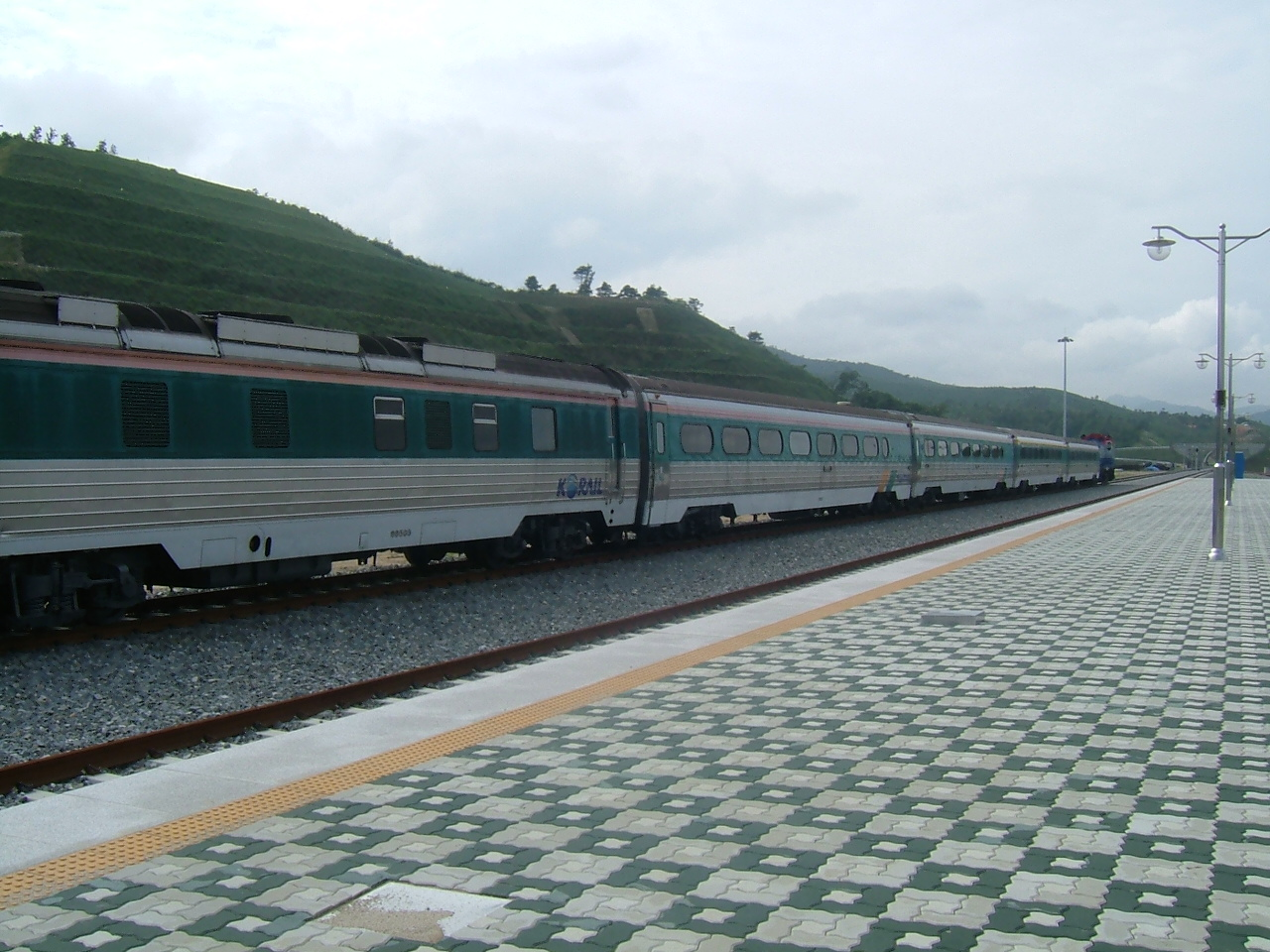
東海北部線猪津駅に停車中の列車。2006年5月25日の試運転時に運行される予定であった列車とみられる。2006年8月撮影

2006年5月25日に実施。試験運行時間は午前11時から午後3時30分までで、運行開始前の午前10時30分から京義線南側の文山駅と、東海線北側の金剛山青年駅で同時に記念行事を開催する。区間は京義線が文山駅 - 開城駅間、東海線は金剛山駅 - 猪津駅間。
試験運行1 - 2時間前に共同点検を実施する。
京義線は韓国側から北朝鮮側へ、東海線は北朝鮮側から韓国側に向けて列車が走る予定で、それぞれ非武装地帯(DMZ)を通過する。
いずれも南北がディーゼル機関車と客車5両ずつを投入する。
鉄道連結関係者、来賓、報道陣ら南北からそれぞれ100人ずつが乗車する。5月19日の南北実務者接触で、京義線には韓国の李鍾奭統一部長官と北朝鮮の権浩雄内閣責任参事が、東海線には韓国の秋秉直建設交通部長官と北朝鮮の金容三鉄道相が試運転列車に乗り込むことに決定していた。また、出発駅と到着駅での取材についても合意していた。

## 試運転の計画（2007年）
2006年に予定されていた試運転とほぼ同じ内容である。
2007年5月17日
東・西海線鉄道連結区間で列車の試運転実施。
試験運行時間は午前10時から午後3時までで、運行開始前の午前9時30分から京義線南側の汶山駅と、東海線北側の金剛山駅で同時に記念行事を開催する。
区間は京義線が汶山駅 - 開城駅間、東海線は金剛山駅 - 猪津駅間。
試験運行1 - 2時間前に共同点検を実施する。
京義線は韓国側から北朝鮮側へ、東海線は北朝鮮側から韓国側に向けて列車が走る予定で、それぞれ非武装地帯(DMZ)を通過する。この試運転は正式に実行された。

## 貨物営業運転の開始
2007年10月の第二回南北首脳会談で、開城工業団地の大規模な拡大と、鳳東 - 文山間の貨物列車の定期運行が合意された。その後、北南総理会談（11月14 - 16日）で具体的な日時を確定し、人民武力部長（国防相）級会談と実務レベル会談を通じて軍事的保障措置に合意した。南北を結ぶ定期列車の運行は、1951年6月12日にソウル - 開城間の運行が中断されて以来56年ぶりとなる。
南北は11日から平壌-開城高速道路補修のための共同調査を開始。12日からは開城 - 新義州間の鉄道補修に向けた共同調査に入り、2007年12月11日、韓国の文山と北朝鮮の鳳東を定期的に往来し開城工業団地の貨物を輸送する西海線・京義線貨物列車が運行を開始した。初日は運行スケジュールが変更されたが、その後は週末を除く1日1往復の運行で、毎日午前9時に都羅山駅を出発し、折り返しは午後2時に板門駅を出発する。 
貨物列車は機関車1両、貨車10両、車掌車1両の12両編成で、韓国から原材料や資材を運び、工業団地からは製品の靴、衣料品、時計などの製品を輸送する。ただし、輸送する貨物がない場合に限り、機関車1両、貨車1両の2両編成で運行される。輸送コストは従来のトラック輸送の7割程度に抑えることができる。
このように運行を開始した貨物列車であるが、実際には貨物列車の9割近くが何の貨物も積んでいない空車状態で運行されていたことが明らかになった。現在開城工業団地で製造されているのが衣料品を中心とした軽貨物、その多くがソウル首都圏への輸送となっていることから、貨物列車輸送によるメリットが生かされていないことが原因である。

## 運転の中止、再開、破壊
2008年11月24日、北朝鮮側が12月1日以降の南北間の列車往来を認めないと発表し、韓国側でも2008年11月28日をもって運行中断することが決定、運行開始からわずか1年あまりで再び中断した。運行最終日も積荷はゼロであった。
2018年8月、南北首脳会談で合意した鉄道近代化事業の一環として、韓国の列車が10年ぶりに軍事境界線を越えて、ソウルから新義州まで南北共同調査を実施する予定であったが、国連軍司令部が48時間前までに通行計画を提出しなかったことを理由に不許可にしたため、調査は延期された。同年11月30日、延期されていた共同調査が開始され、18日間をかけて京義線、東海線を調査した。特に東海線を韓国の列車が走行するのは分断以降初となった。
2018年12月26日、板門駅において、南北をつなぐ鉄道と道路の再連結・修復事業の着工式を行った。このため、式典参加者を乗せた特別列車が再び軍事境界線を越えて運行された。
しかしその後態度を硬化させた金正恩は、2024年1月15日の最高人民会議で京義線北側区間について、「回復不可の水準に物理的に完全に断ち切ることをはじめ、境界地域の全ての北南連携条件を徹底的に分離させる」と宣言した。
2024年9月、北朝鮮軍は『韓国との「南側の国境を恒久的に遮断」する「軍事措置」を講じる』と発表、「北朝鮮はすでに東海線の鉄道の一部を撤去している」と見られている。
2024年10月15日、北朝鮮が南北をつなぐ朝鮮半島西側の京義線と東側の東海線の北朝鮮側の道路の一部区間を爆破した。